# Stelis barbae
Stelis barbae är en orkidéart som beskrevs av Rudolf Schlechter. Stelis barbae ingår i släktet Stelis och familjen orkidéer. Inga underarter finns listade i Catalogue of Life.